# Blasius Balteschwiler

Blasius Balteschwiler

Blasius Balteschwiler (* 1. Februar 1752 in Indlekofen bei Waldshut; † 21. März 1832 in Sulz AG, auch Blasius Baldischwiler genannt) war ein Zimmermann und Baumeister. Er war auf den Bau von Brücken spezialisiert und Begründer eines heute noch bestehenden Sägereiunternehmens.

## Biografie
Balteschwiler liess sich 1775 in Laufenburg nieder, erwarb drei Jahre später das Bürgerrecht und war dort als Werkmeister tätig. 1791 schloss er mit der Stadt Laufenburg einen Vertrag und übernahm das Sägewerk in Sulz als Erblehen. Zu den Vertragsbedingungen gehörte der Neubau des Sägewerks auf eigene Kosten und das Sägen des Bretterholzes der Laufenburger Bürger zu Vorzugspreisen. Nachdem das Fricktal 1803 zum neu gegründeten Kanton Aargau gelangt war und die Zehntpflicht aufgehoben wurde, erwarb er das Sägewerk käuflich.
Balteschwiler trat als Baumeister erstmals 1777 beim Bau der Kirche in Wehr in Erscheinung. Bekannt wurde er aber vor allem mit Brückenbauten. So stellte er in den Jahren 1778, 1785 und 1810 die Säckinger Holzbrücke instand. Als die Franzosen 1796 das Fricktal besetzten, zerstörten sie mehrere Brücken über den Hochrhein, woraufhin Balteschwiler Notbrücken erstellte. Seinen ersten Neubau, die Holzbrücke über die Aare in Olten, errichtete er 1803. Die Oltner Stadtbehörden waren mit seiner Arbeit sehr zufrieden, so dass sie ihm 1805 auch den Bau der neuen Stadtkirche St. Martin übertrugen. Balteschwiler errichtete mehrere weitere Brücken: 1806 die Rheinbrücke Rheinau–Altenburg, 1807 die Rheinbrücke Rheinfelden, 1810 die Badener Holzbrücke und die Laufenbrücke in Laufenburg, 1818 die Holzbrücke Wettingen-Neuenhof sowie 1823 die Rheinbrücke Kaiserstuhl–Hohentengen.
Das im Jahr 1791 von Balteschwiler gegründete Sägewerk in Sulz besteht noch heute. Daraus entwickelte sich die Balteschwiler AG, die über 100 Angestellte zählt und zu den grössten Holzhandelsbetrieben der Schweiz gehört.